# Munskydd under covid-19-pandemin

Munskyddslagar i olika länder den 19 December 2020

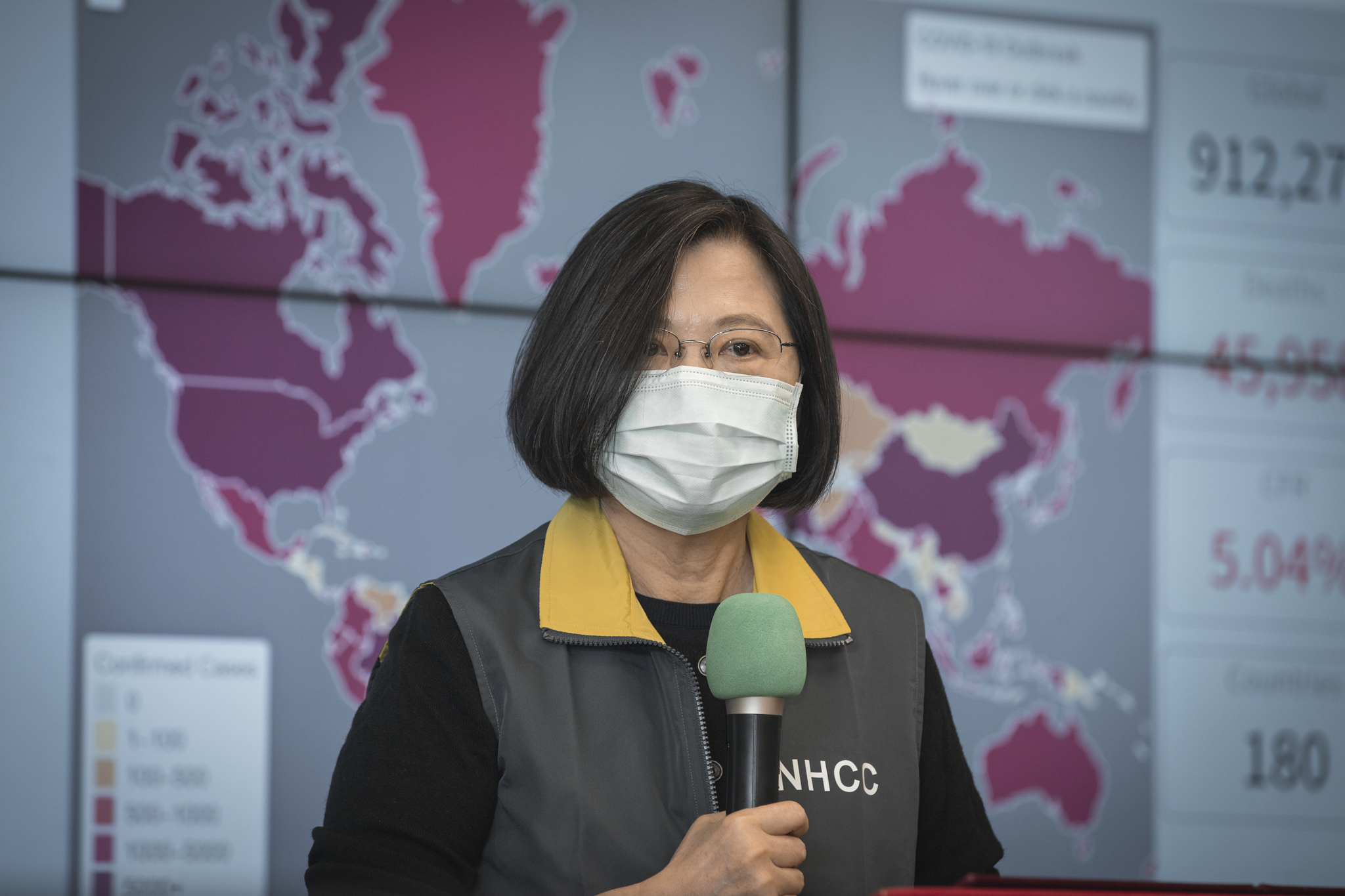
Tsai Ing-wen, Republiken Kinas president, i ett munskydd.

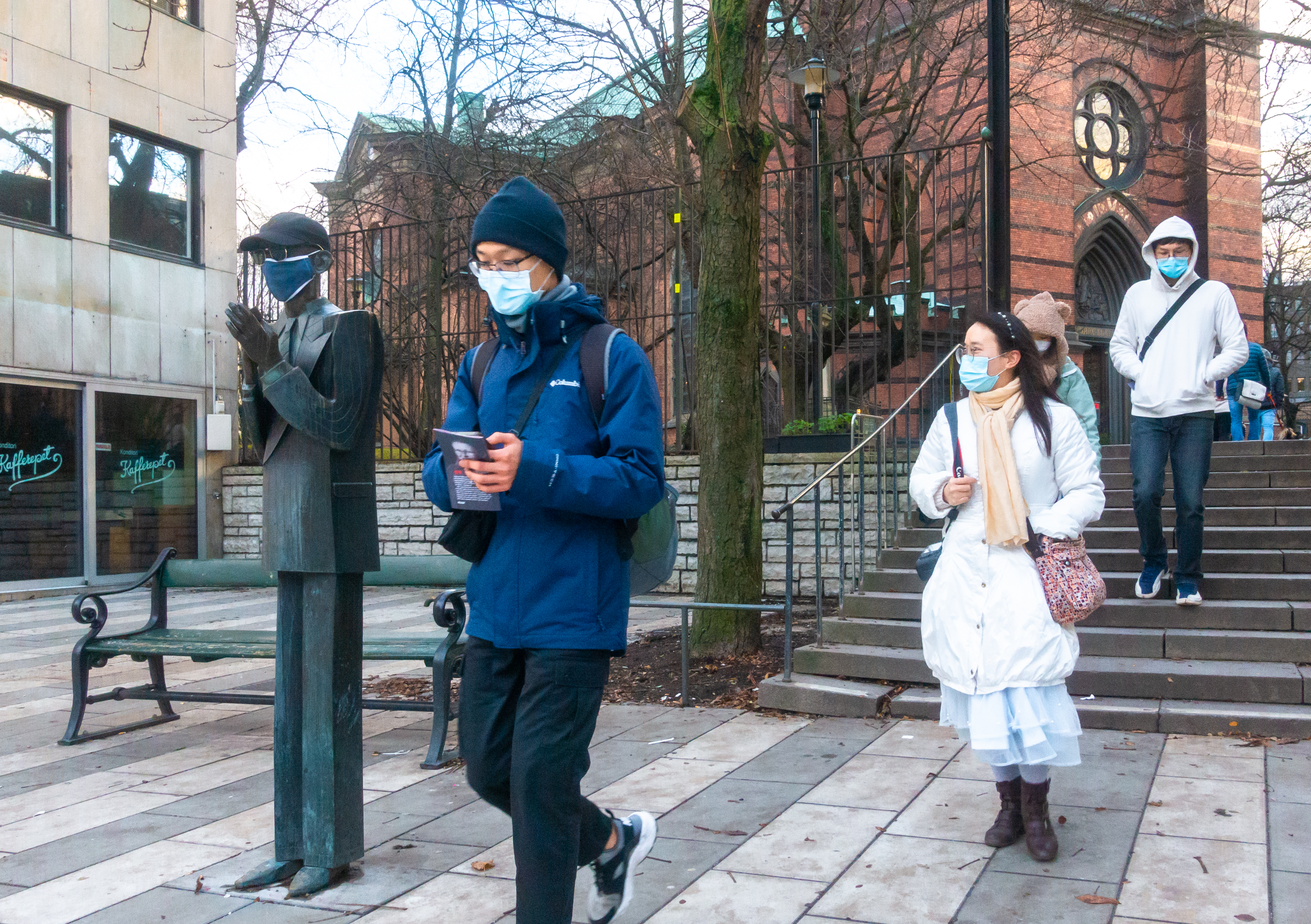
Munskyddsanvändare i Stockholm i december 2020.

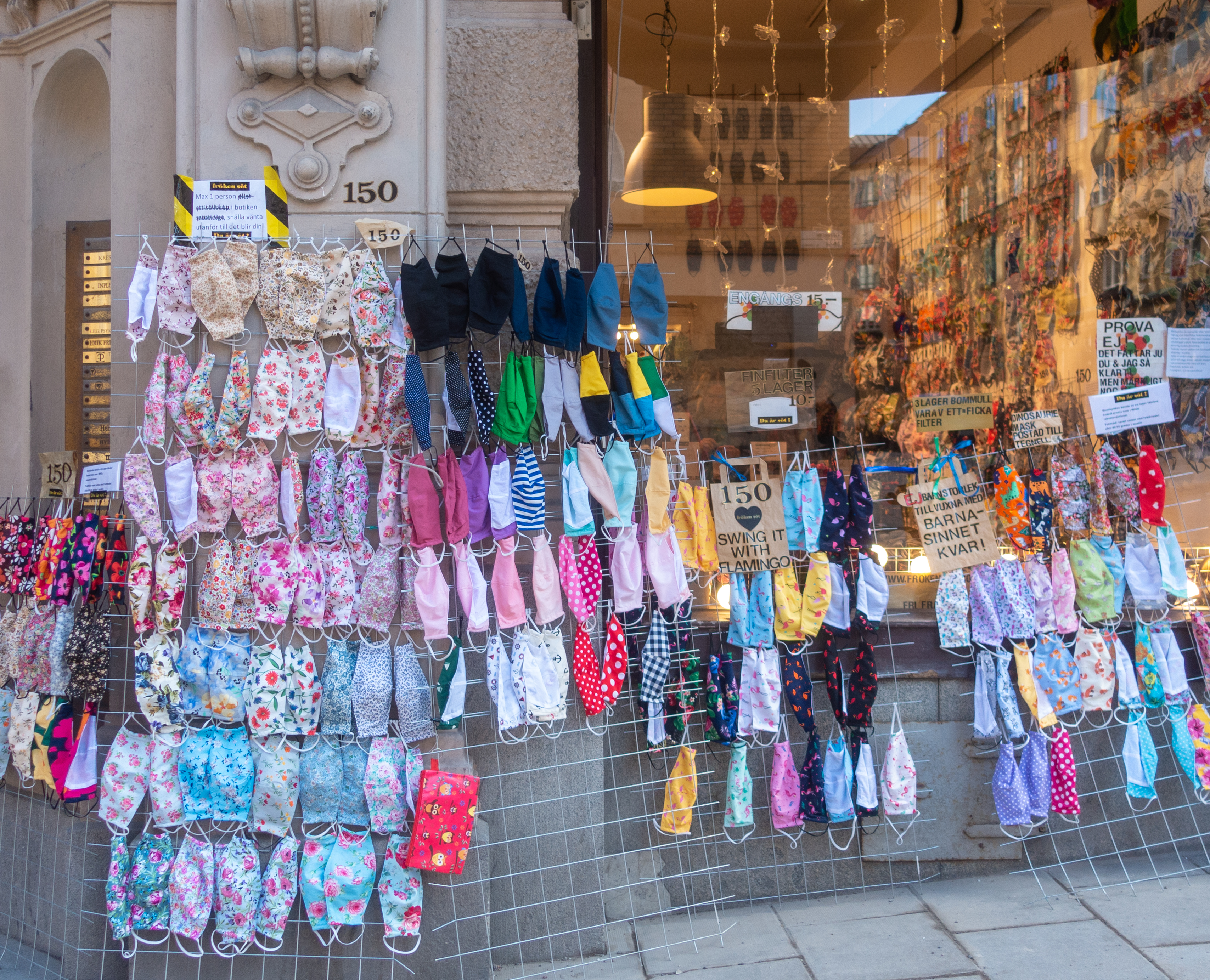
Munskyddsförsäljning i en butik i Stockholm 2021.

Under covid-19-pandemin har munskydd tidvis rekommenderats eller krävts i olika länder, i syfte att minska spridningen av det virus som orsakar sjukdomen covid-19. Forskare har varit oeniga om effekterna av denna åtgärd, eftersom munskydd kan ge en falsk trygghet och minska människors tendens att hålla avstånd. I november 2021 framkom emellertid att 72 internationella undersökningar visar att munskydd minskar risken för covidsmitta med 53%,  medan att hålla avstånd bara minskar risken med 25%.
Varje land fattar sitt eget beslut om munskydd ska vara obligatoriskt, rekommenderat eller frivilligt, och många har avskaffat krav eller rekommendation om munskydd. Det kan exempelvis vara obligatoriskt eller rekommenderat i särskilda miljöer, situationer eller på vissa platser. I en del länder är det även straffbart att inte använda munskydd på vissa offentliga platser.

## Krav, rekommendationer och användning
Världshälsoorganisationen (WHO) och myndigheter i flera länder anser att munskydd kan begränsa spridningen av luftvägsvirus som covid-19. Sedan juni 2020 rekommenderar WHO munskydd i situationer där det är svårt att hålla avstånd till andra. Amerikanska Centers for Disease Control and Prevention har[när?] rekommenderat användning i vissa situationer vid nära kontakt med andra, framför allt inomhus.

### Sverige
Folkhälsomyndigheten i Sverige rekommanderade inledningsvis inte  munskydd i samhället. Anledningen är att kunskapen om hur munskydd påverkar smittspridningen är osäker, enligt omyndigheten. De anser att det finns en risk att befolkningen sätter för stark tilltro till munskyddet och ignorerar andra rekommendationer som att stanna hemma vid symptom, hålla god handhygien och hålla distans till andra. Folkhälsomyndigheten har också talat om att munskydd kan leda till ökad smittspridning via händerna till följd av handkontakt med munskyddet. Däremot menar Folkhälsomyndigheten att det kan finnas enskilda situationer på regional eller nationell nivå där det kan vara av värde att använda munskydd som komplement till övriga rekommendationer.
Den 18 december 2020 förannonserade Folkmyndigheten via ett pressmeddelande att rekommendationerna för munskydd skulle uppdateras och träda i kraft den 7 januari 2021. Den 30 december 2020 meddelade Folkmyndigheten att munskydd från och med den 7 januari och tills vidare skulle rekommenderas i kollektivtrafiken i Sverige under rusningstid på vardagar klockan 7–9 samt 16–18 för personer födda 2004 eller tidigare. Folkhälsomyndigheten ansåg att resenärerna hade det största ansvaret för att ha med sig munskydd, men också att företag som driver kollektivtrafik i Sverige kostnadsfritt skulle erbjuda munskydd till de resenärer som inte hade med sig ett sådant. Företagen förväntades även upplysa resenärerna om att och hur munskydden ska användas och hur förbrukade sådana ska hanteras. Samma dag kom även en vägledning om användning av munskydd utöver vården och omsorgen. Därefter har vissa regioner i Sverige infört tillfälliga striktare rekommendationer, exempelvis munskydd vid resande med kollektivtrafik alla tider samt i offentliga inomhusmiljöer där man vistas länge och det är svårt att hålla avstånd till andra. Folkhälsoinstitutets allmänna rekommendation om munskydd inom kollektivtrafiken under specificerad rusningstid upphörde från och med den 1 juli 2021 med anledning av att massvaccineringen av befolkningen hade påbörjats och smittspridningen minskat.

### Övriga Norden
Även i övriga Norden har myndigheterna inledningsvis varit återhållsamma med att rekommendera munskydd. Island införde krav om munskydd från slutet av juli 2020 inom kollektivtrafiken, samt krav på att bära munskydd där det inte går att hålla två meters avstånd till andra, som inrikesflyg, färjor och anläggningar för personlig service. Norge och Finland har infört rekommendationer om munskydd från mitten av augusti 2020 inom kollektivtrafiken och för vissa offentliga platser. Efter sommaren 2020 blev det krav på att bära munskydd i livsmedelsaffärer och i kollektivtrafiken (inklusive taxibilar, färjor, buss- och järnvägsstationer) i Danmark.